# Igeltjärnen (Stora Kopparbergs socken, Dalarna, 672374-148423)
Igeltjärnen är en sjö i Falu kommun i Dalarna och ingår i Dalälvens huvudavrinningsområde.